# Prinerigone
Prinerigone és un gènere d'aranyes araneomorfes de la subfamília Erigoninae, dins de la família Linyphiidae. Es pot trobar a Euràsia i Àfrica.
Fou descrit per primera vegada per Alfred Frank Millidge l'any 1988.

## Llista d'espècies
Segons The World Spider Catalog 12.0:
- P. aethiopica (Tullgren, 1910) – Camerun, Kenya, Tanzània
- P. pigra (Blackwall, 1862) – Madeira
- P. vagans (Audouin, 1826) (Espècie tipus) – Europa, Nord d'Àfrica, Iran, Àsia central  i la Xina. Introduït a les illes Marianes.
  - P. v. arabica (Jocqué, 1981) – Aràbia Saudí